# La verità in cimento
La verità in cimento (RV 739, deutsch etwa: „Die Wahrheit auf dem Prüfstand“) ist eine Opera seria (Originalbezeichnung: „dramma per musica“) in drei Akten von Antonio Vivaldi (Musik) mit einem Libretto von Giovanni Palazzi und Domenico Lalli. Sie wurde am 26. Oktober 1720 im Teatro Sant’Angelo in Venedig uraufgeführt.

## Handlung

### Vorgeschichte
Sultan Mamud von Cambaja besitzt zwei Söhne, die am selben Tag geboren wurden: einen legitimen mit seiner Ehefrau Rustena und einen Bastard von seiner Favoritin Damira. Da er letztere sehr liebt und sein Versprechen, sie zur Gattin und Sultanin zu machen, nicht erfüllen kann, gibt er ihrem Wunsch nach, die beiden Säuglinge zu vertauschen. Damiras Sohn Melindo wird offizieller Thronfolger, während Zelim als Bastard aufwächst. Weder Rustena noch die Kinder wissen von der Täuschung. Nach vielen Jahren sollen die schon lange andauernden Spannungen zwischen Cambaja und dem von der Erbprinzessin Rosane beherrschten Reich Joghe durch eine Ehe Rosanes mit dem Thronfolger Cambajas beigelegt werden. Da Mamud mögliche Komplikationen vermeiden will, beschließt er, seine Lebenslüge aufzuklären.

### Kurzfassung
Erster Akt. Mamud erklärt Damira seine Entscheidung. Sie kann das nicht akzeptieren und will zu einer List greifen. Zelim, der Rosane liebt, sucht bei seiner vermeintlichen Mutter Damira Trost, weil er noch immer glaubt, dass sie seinen Bruder heiraten soll. Rosane weist ihn ab, weil ihr mehr an der Macht als an der Liebe liegt. Es kommt zum Streit zwischen den Brüdern, denn Melindo glaubt, Zelim wolle ihm den Thron rauben. Mamud versucht noch einmal vergeblich, Damira zu überzeugen. Um ihm zuvorzukommen, teilt sie Rustena mit, dass Mamud fälschlicherweise und gegen ihren eigenen Willen erklären wolle, die Kinder vertauscht zu haben. Rosanes zwiespältiges Verhalten bringt die Gefühle ihrer beiden Verehrer durcheinander.
Zweiter Akt. Mamud klärt Rosane über den Kindertausch auf und bittet sie, den wahren Thronfolger Zelim als Gatten anzunehmen. Sie teilt das Melindo mit, der wiederum Damira die Schuld an seinem Unglück zuweist. Zelim akzeptiert die Wahrheit und will großmütig handeln. Rustena glaubt noch immer Damiras Behauptung, dass Mamuds Erklärung eine Lüge sei. Sie verspricht dem verzweifelten Melindo, ihm wieder zu seinem Recht zu verhelfen. Mamud erklärt Zelim und Rosane zu seinen Erben. Damira behauptet jedoch, dass Zelim ihr Sohn sei, und überredet ihn, auf den Thron zu verzichten. Melindo greift zu seiner Waffe. Alle sind verwirrt.
Dritter Akt. Mamud zwingt Damira, ein Dokument zu unterschreiben, in dem sie gesteht, die Kinder vertauscht zu haben. Sie erzählt das Rustena und rät ihr, es vor der Hochzeit öffentlich zu machen, um Mamud zu diskreditieren. Rustena sorgt sich um die Zukunft. Melindo wird immer verzweifelter. Zelim zeigt Verständnis für ihn und ist sogar bereit, seinetwegen auf Rosane zu verzichten. Mamud legt Rustena Damiras Geständnis vor. Diese erklärt jedoch, dass es erzwungen war. Zelim beendet die Streitigkeiten, indem er offiziell auf Rosane und das Reich Joghe verzichtet und sich mit Cambaja als Erbe begnügt. Da ihr Sohn Melindo nun glücklich werden kann, gibt auch Damira den Kindertausch zu. Beide Mütter schließen ihre wahren Söhne in die Arme.

### Erster Akt
Abgelegener Teil des Palasts mit verschiedenen Wohnungen
Szene 1. Mamud versucht, Damira seine Entscheidung zu erklären. Selbstverständlich ist sie nicht froh darüber, dass ihr Sohn Melindo nun auf den Thron verzichten soll. Sie droht, ihm öffentlich zu widersprechen und tausend Intrigen gegen ihn zu spinnen. Mamud lässt sich dadurch nicht beeinflussen (Arie Mamud: „Mi fe reo l’amor d’un figlio“).
Szene 2. Zelim sucht Trost bei seiner vermeintlichen Mutter Damira. Er liebt Rosane und kann es nicht ertragen, dass sie seinen Bruder heiraten soll. Damira täuscht weiterhin Mutterliebe vor, rät aber, die Entscheidung seines Vaters zu akzeptieren (Arie Damira: „Vorrei vorrei veder anch’io“).
Szene 3. Rustena, Rosane und Melindo treffen auf den unglücklichen Zelim. Rosane verzichtet gerne auf Zelims Liebe, um an seiner Stelle den Thronfolger zu heiraten (Arie Rosane: „Solo quella guancia bella“ oder „Con più diletto il mio cupido“).
Szene 4. Rustena versichert Melindo ihrer Zuneigung und bemüht sich, Zelim zu trösten (Arie Rustena: „Ne’ vostri dolci sguardi“ oder „Il ciglio arciero“ oder „La pena amara“).
Szene 5. Zelim bittet seinen Bruder um Entgegenkommen, erhält aber nur hochmütige Beleidigungen zur Antwort (Arie Zelim: „Tu m’offendi“).
Szene 6. Melindo glaubt, sein Bruder wolle ihm hinterlistig sein Reich und seine Braut rauben (Arie Melindo: „Là del Nilo su l’arene“).
Privatgemach des Sultans
Szene 7. Unglücklich über den Streit zwischen seinen Söhnen versucht Mamud noch einmal, Damira von der Richtigkeit seines Vorgehens zu überzeugen. Sie erinnert ihn an ihre frühere Liebe und sein Versprechen und schwört Rache, falls er dabei bleiben sollte. Für einen kurzen Moment scheint Mamud nachgeben zu wollen, zeigt aber schnell wieder Entschlossenheit.
Szene 8. Damira begibt sich zu Rustena, um zugunsten ihres Sohnes zu intrigieren. Sie behauptet, dass der Sultan als Entschädigung dafür, dass er sie damals nicht heiraten konnte, öffentlich erklären wolle, die beiden Kinder kurz nach der Geburt vertauscht zu haben. Sie selbst sei dagegen, da sie ihren Sohn mehr liebe als das Königreich (Arie Damira: „Se l’acquisto di quel soglio“ oder „Se vincer non si può“).
Szene 9. Obwohl Rustena ihrer Rivalin nicht traut, erscheint ihr ihre Behauptung glaubwürdig. Sie beklagt ihr unglückliches Schicksal (Arie Rustena: „Fragil fior ch’appena nasce“).
Lieblicher Garten mit Zitronatbäumen
Szene 10. Während sich Rosane und Melindo ihre gegenseitige Zuneigung zeigen, leidet Zelim unter Eifersucht (Terzett Rosane/Zelim/Melindo: „Aure placide e serene“). Er kann ihre Erklärungen nicht akzeptieren und glaubt ihr nicht, als sie behauptet, dass sie sich wieder ihm zuwenden wolle, falls sie Melindo nicht heiraten könne (Arie Zelim: „No non ti credo“ oder „Non posso prestar fede“ oder möglicherweise „Sei tiranna“).
Szene 11. Auch Melindo findet Rosanes Liebesbeteuerungen wenig glaubwürdig (Arie Melindo: „So che piace alle belle vezzose“ oder „I lacci tende“ oder „Mi vuoi tradir lo sò“).
Szene 12. Rosane versucht, ihr Verhalten vor sich selbst zu rechtfertigen. Ihr persönliches Glück ist ihr wichtiger als die Liebe (Arie Rosane: „Amato ben tu sei la mia speranza“).

### Zweiter Akt
Atrium mit Säulenreihen
Szene 1. Mamud hat Rosane inzwischen über den Kindertausch aufgeklärt und bittet sie, Zelim anstelle von Melindo als künftigen Gemahl zu akzeptieren (Arie Mamud: „Vinta à piè d’un dolce affetto“).
Szene 2. Rosane teilt Melindo mit, dass sie sich nun wieder Zelim zuwenden müsse, obwohl sie eigentlich ihn liebe (Arie Rosane: „Addio caro; tu ben sai quanto fida“).
Szene 3. Der enttäuschte Melindo gibt Damira die Schuld an seinem Unglück. Zelim dagegen akzeptiert Rustena gern als seine wahre Mutter. Er vergibt Damira die Täuschung, dankt ihr für ihre vielen Wohltaten und versichert Melindo seiner brüderlichen Liebe. Zu seiner Überraschung erklärt Rustena, dass sie nicht glaube, dass er ihr Sohn sei. Damira redet beschwichtigend auf alle ein. Ihre Intrige scheint aufzugehen (Arie Damira: „Semplice semplice non temer“).
Szene 4. Trotz Rustenas Zweifeln ist Zelim überzeugt davon, der wahre Thronerbe zu sein. Er versichert ihr und seinem Bruder, dass er sie trotz seines veränderten Standes weiterhin liebe (Arie Zelim: „Un tenero affeto“).
Szene 5. Rustena verspricht Melindo, dass sie Mamuds Lüge aufdecken und ihm zu seinem Glück verhelfen werde (Arie Rustena: „Il ciglio arciero“ oder „Quel bel ciglio, quel bel volto“ oder „Non veglia così cauto il pastorello“).
Szene 6. Melindo ist zutiefst enttäuscht vom Verhalten seines Vaters und der Treulosigkeit seiner Geliebten (Arie Melindo: „Sguardo/Occhio non gira“).
Königlicher Saal mit zwei Thronen
Szene 7. Mamud erklärt Zelim und Rosane zu seinen Thronerben. Er gibt Damira die Schuld für die ursprüngliche Täuschung. Rustena widerspricht ihm und erklärt, dass seine angebliche Aufklärung eine Lüge sei. Damira setzt ihre Intrige fort, indem sie Zelim als ihren Sohn bestätigt. Sie überredet ihn, auf den Thron zu verzichten, um den Konflikt zu beenden. Mamud wird wütend auf die beiden Frauen und beharrt darauf, dass Zelim beide Throne erben werde.
Szene 8. Melindo wirft seinem Vater Ungerechtigkeit, seinem Bruder Machtgier und Rosane Untreue vor. Letztere fleht Mamud an, die Täuschungen zu beenden. Sie versichert Melindo, dass ihr Herz nur ihm gehöre (Arie Rosane: „Tu sei sol dell’alma mia“).
Szene 9. Mamud fordert Zelim auf, den Thron wieder zu besteigen. Melindo zieht sein Schwert, um ihn daran zu hindern. Zelim verzichtet freiwillig und bemüht sich, seinen zürnenden Vater zu besänftigen. Der Akt endet in allgemeiner Verwirrung, als die beiden Mütter ihre vermeintlichen Söhne zu sich rufen und Mamud auf seiner gegenteiligen Meinung beharrt (Quintett: „Anima mia, mio ben“).

### Dritter Akt
Königliche Gemächer
Szene 1 (in der späteren Fassung gestrichen).:295 Zelim und Melindo zürnen Mamud: Zelim glaubt ihm nicht, und Melindo ist enttäuscht über seine Zurücksetzung. Obwohl Mamud verspricht, einen Beweis für Zelims Legitimität vorzulegen, schwankt dieser weiterhin zwischen Hoffnung und Verzweiflung (Arie Zelim: „Lo splendor ch’à sperare“).
Szene 2 (in der späteren Fassung gestrichen).:295 Melindo will die Tyrannei seines Vaters nicht akzeptieren (Arie Melindo: „Crudele tu brami“).
Szene 3. Mamud verspricht Damira Vergebung, sofern sie unterschreibt, dass sie selbst die Kinder vertauscht habe. Als sie das ablehnt, droht er, Melindo zum Tode zu verurteilen, weil er sein Schwert gegen seinen Vater und seinen Bruder erhoben habe. Daraufhin unterzeichnet Damira das Dokument. Mamud hält seine Methoden für legitim, da sie der Vernunft dienen (Arie Mamud: „Quando serve alla ragione“).
Szene 4. Damira hat noch nicht aufgegeben. Sie erzählt Rustena, dass Mamud sie unter Androhung von Gewalt zur Unterschrift gezwungen habe, und rät ihr, das vor der Hochzeitszeremonie im Tempel öffentlich zu verkünden. Insgeheim lacht sie über die Leichtgläubigkeit ihrer Rivalin (Arie Damira: „Lagrimette alle pupille“).
Szene 5. Rustena gibt ihrer Verzweiflung über Mamuds Grausamkeit Ausdruck. Sie fürchtet, ihren Sohn, ihren Gatten und den Thron zu verlieren (Arie Rustena: „Cara sorte di chi nata“ oder „Io son fra l’onde“).
Vorhalle zum Tempel
Szene 6. Melindo greift seinen Bruder wütend an, wird aber schnell entwaffnet (Accompagnato: „Cadrai, fellon placa ò German, lo sdegno“). Rosane versucht vergeblich, ihn zu beschwichtigen.
Szene 7. Trotz allem zeigt Zelim Verständnis für seinen Bruder. Er teilt Rosane mit, dass er lieber auf sie verzichten wolle, als ihn unglücklich zu sehen. Rosane ist dankbar (Arie Rosane: „Con cento, e cento baci“).
Szene 8. Zelim tröstet sich über den Verlust Rosanes damit, dass er sie glücklich sehen wird (Arie Zelim: „Sia conforto alle tue piaghe“ oder „Lo splendor ch’ha sul volto il mio bene“).
Offener Tempel
Szene 9 (größtenteils gestrichen).:295 Mamud hat Rustena das unterschriebene Geständnis gezeigt. Als es sie fragt, ob sie ihm jetzt glaube, verkündet Damira, dass ihre Unterschrift erzwungen war.
Szene 10. Zelim gibt bekannt, dass er Rosane und den Thron Joghes Melindo überlässt. Er begnügt sich mit der künftigen Herrschaft über Cambaja. Damit sind alle zufrieden. Damira gibt den Kindertausch zu, und die beiden Mütter schließen ihre wahren Söhne in die Arme (Chor: „Dopo i nembi e le procelle“).

## Gestaltung

### Libretto
Der Librettist Domenico Lalli gilt als Meister der mehrschichtigen unangreifbaren Intrige. Sultan Mamud ist als tragikomische Figur mit nur oberflächlichen tyrannischen Zügen gestaltet. Indem er versucht, seinen alten Fehler wiedergutzumachen, gerät er in Konflikt mit seiner gesamten Familie. Die Gestalten der beiden Mütter Damira und Rustena sind unterschiedlichen Fassungen von Pierre Corneilles Tragödie Héraclius (1646) entnommen. Damira entspricht darin der ehemaligen Amme Léontine und Rustena der Titelfigur aus Lallis auf Héraclius basierendem Libretto zu Vivaldis Oper La Candace (1720), die darin die Figur der Léontine ersetzt. In La verità in cimento zeigt nur Damira Intelligenz, wodurch ein komischer Gegensatz wie zwischen einer schlauen Dienerin und einer naiven Herrin entsteht. Damiras Partie enthält entsprechend einige typische Merkmale der Opera buffa.:296 Die beiden Brüder sind charakterlich unterschiedlich gezeichnet. Melindo kann seine Leidenschaften kaum zügeln. Er erweist sich darin als Sohn der bürgerlichen Damira. Zelim dagegen ist mitfühlend und großzügig, gehorcht seinem Vater bedingungslos und zeigt gleichzeitig Führungsqualitäten. Diesem Rangunterschied entsprach in der Uraufführungsproduktion auch seine Besetzung mit einem Kastraten, während Melindo von einer Frau gesungen wurde. Der wankelmütige Charakter der Rosane steht stellvertretend für den Konflikt zwischen Ruhm und Liebe. Dass Rosane sich hier letztlich für die Liebe entscheiden kann, wird nur durch Zelims Großzügigkeit möglich, der seinem Bruder das Reich Joghe überlässt. Sämtliche Partien haben handlungstragende Bedeutung. Nebenrollen wie die üblichen Vertrauten fehlen völlig.:297

### Musik
Vivaldi übernahm einige Arien aus seiner Oper La Candace, die noch nicht in Venedig erklungen war – darunter Rosanes Arie „Amato ben“ (I:12) und das Kernstück der Oper, das Quintett „Anima mia, mio ben“ (II:09).:296f Für viele Arien schrieb Vivaldi Ersatzstücke, die entweder bereits von Anfang an oder im Verlauf der Uraufführungssaison zum Einsatz kamen. In einigen Fällen wurden auch die Arientexte ausgetauscht. Der Grund ist nicht in allen Fällen erkennbar. Vermutlich spielten Wünsche der Sänger eine entscheidende Rolle.:298
In der überlieferten Partitur fehlt lediglich der Schlusschor, eine Chaconne. Vivaldi verwendete ihn später in Giustino und in überarbeiteter Gestalt auch in La Senna festeggiante erneut.

### Orchester
Die Orchesterbesetzung der Oper besteht aus einem flautino, zwei(?) flauti grossi, zwei Oboen, zwei Trompeten, Violoncello solo, Streichern und Basso continuo. In der Urfassung waren außerdem zwei Hörner und zwei(?) Fagotte vorgesehen.

### Musiknummern
Die Oper enthält die folgenden Musiknummern:
- Sinfonia
  - 1. Allegro (G-Dur); für Streicher und Basso continuo
  - 2. Andante (g-Moll); für Violinen I/II, Viola und Basso continuo; vgl. Concerto C-Dur RV 111.2
  - 3. Allegro (G-Dur); für Violinen I/II, Viola und Basso continuo

Erster Akt
- Szene 1. Rezitativ: „Non più Damira: D’un error crudele“
  - Arie (Mamud): „Mi fe reo l’amor d’un figlio“ – Allegro (e-Moll); für Streicher und Basso continuo (1. Fassung)
- Szene 2. Rezitativ: „Men agevol sarà di ciò, che credi“
  - Arie (Damira): „Vorrei vorrei veder anch’io“ – Allegro ma non molto (F-Dur); für Streicher und Basso continuo; vgl. Arianna e Teseo RV Anh 78
- Szene 3. Rezitativ: „Poveri affetti miei quanto periglio vi sovrasta“
  - Arie (Rosane): „Solo quella guancia bella“ – Allegro (A-Dur); für Violinen I/II, Viola und Basso continuo
- Szene 4. Rezitativ: „Melindo egli delira, omai vicina“
  - Arie (Rustena): „Ne’ vostri dolci sguardi“ – Allegro (d-Moll); für Violinen I/II und Basso continuo
- Szene 5. Rezitativ: „German, che tale mi sei, e tale t’amo“
  - Arie (Zelim): „Tu m’offendi“ – Andante / Adagio / Andante (g-Moll)
- Szene 6. Rezitativ: „Affetti mascherati vi conosco“
  - Arie (Melindo): „Là del Nilo su l’arene“ – Allegro (D-Dur); für Streicher und Basso continuo
- Szene 7. Rezitativ: „Misero cor di padre e che farei?“
- Szene 8. Rezitativ: „Amor di madre all’opra in questo giorno“
  - Arie (Damira): „Se l’acquisto di quel soglio“ – Allegro (C-Dur); für Streicher und Basso continuo
- Szene 9. Rezitativ: „Poca fede à costei prestar io deggio“
  - Arie (Rustena): „Fragil fior ch’appena nasce“ – Allegro (C-Dur); für zwei(?) flauti grossi, Violinen I/II und Bass (ohne Cembalo)
- Szene 10. Trio (Rosane, Zelim, Melindo): „Aure placide e serene“ – Largo (G-Dur); für Streicher und Basso continuo
  - Rezitativ: „Cor mio ben pur nostra fè trionfa“
  - Arie (Zelim): „No non ti credo“ – Allegro (B-Dur); für Violinen I/II und Basso continuo
- Szene 11. Rezitativ: „Rosane di tua fèmal m’assicuri“
  - Arie (Melindo): „So che piace alle belle vezzose“
- Szene 12. Rezitativ: „E tosto gelosia vuole suo albergo“
  - Arie (Rosane): „Amato ben tu sei la mia speranza“ – Andante (c-Moll); für Violinen I/II und Viola/Violoncello; vgl. La Candace RV 704 II:13; Ercole su’l Termodonte RV 710 III:7

Zweiter Akt
- Szene 1. Rezitativ: „Ell’è così Rosane. Un mio trasporto“
  - Arie (Mamud): „Vinta à piè d’un dolce affetto“ – Allegro (e-Moll); für Violinen I/II, Viola und Basso continuo (1. Fassung)
- Szene 2. Rezitativ: „Combattuta alma mia chi più pietato“
  - Arie (Rosane): „Addio caro; tu ben sai quanto fida“ – Allegro ma non molto / Adagio / Allegro (B-Dur); für Streicher und Basso continuo
- Szene 3. Rezitativ: „Infedele Rosame, ingiusto padre“
  - Arie (Damira): „Semplice semplice non temer“ – Allegro (D-Dur); für Streicher und Basso continuo
- Szene 4. Rezitativ: „Che bel vedetri con due serti in fronte“
  - Arie (Zelim): „Un tenero affeto“ – Allegro non molto (g-Moll); für Violinen I/II und Viola/Violoncello
- Szene 5. Rezitativ: „Madre, che far si deve?“
  - Arie (Rustena): „Il ciglio arciero“ – Larghetto (g-Moll); für Streicher und Basso continuo; vgl. Tito Manlio RV 738 I:4
- Szene 6. Rezitativ: „Chi vide mai più barbaro pensiere“
  - Arie (Melindo): „Occhio non gira“ (im Libretto: „Sguardo non gira“) – Allegro (A-Dur); für Violinen I/II, Viola und Basso continuo; vgl. La Candace RV 704 III:10
- Szene 7. Rezitativ: „Altrui folle garrir dubio non renda“
- Szene 8. Rezitativ: „Nò fin ch’avrà Melindo e Spada, e cuore“
  - Arie (Rosane): „Tu sei sol dell’alma mia“ – Allegro (D-Dur); vgl. Ercole su’l Termodonte RV 710 I:10
- Szene 9. Rezitativ: „Non mi lasciar mio ben“
  - Quintett (Damira, Zelim, Rustena, Melindo, Mamud): „Anima mia, mio ben“ – Largo (g-Moll); für Streicher und Basso continuo; vgl. La Candace RV 704 II:9

Dritter Akt
- Szene 1. Rezitativ: „Padre crederti giova, e appena io credo“
  - Arie (Zelim (in der Partitur: Melindo)): „Lo splendor ch’à sperare“ – Allegro ma non molto (B-Dur); für Violinen I/II, Viola und Basso continuo; vgl. Giustino RV 717 III:11
- Szene 2. Rezitativ: „Troppo d’orgoglio troppa crudeltàde“
  - Arie (Melindo): „Crudele se brami“ (Libretto: „Crudele tu brami“) – Allegro (D-Dur); für zwei Trompeten, zwei Oboen, Streicher und Basso continuo; vgl. Scanderbeg RV 732 II:9; Teuzzone RV 736 III:1
- Szene 3. Rezitativ: „Dà rimorsi del cor vinto lo sdegno“
  - Arie (Mamud): „Quando serve alla ragione“ – Allegro non molto (B-Dur); für Violoncello solo, Violinen I/II und Basso continuo (1. Fassung)
- Szene 4. Rezitativ: „Tu qui signora? Ah, t’apparechia molto“
  - Arie (Damira): „Lagrimette alle pupille“ – Allegro (A-Dur); für Violinen I/II, Viola und Basso continuo
- Szene 5. Rezitativ: „O’Marito crudel dalle tue frodi“
  - Arie (Rustena): „Cara sorte di chi nata“ – … (F-Dur); für flautino solo und Violoncello solo; vgl. Tito Manlio RV 738 III:10
- Szene 6. Rezitativ (Accompagnato): „Cadrai, fellon placa ò German, lo sdegno“ – für Streicher und Basso continuo
- Szene 7. Rezitativ: „Di pietà egl’è ben degno“
  - Arie (Rosane): „Con cento, e cento baci“ – Allegro (Es-Dur); für Violinen I/II und Basso continuo
- Szene 8. Rezitativ: „Alma mia non lagnarti. A’ tante pene“
  - Arie (Zelim): „Sia conforto alle tue piaghe“ – Allegro (F-Dur); für Streicher und Basso continuo
- Szene 9. Rezitativ: „E questi il loco, dove l’estrema prova“ (nicht vertont bis „Qual fede?“)
- Szene 10. Rezitativ: „Padre, e signor, d’un figlio“
  - Chor: „Dopo i nembi e le procelle“ – vgl. RV La Senna festeggiante 693.39; Giustino RV 717 III:12; Ipermestra RV 722 III:14

Ergänzungen
- Szene I:1. Arie (Tenor): „Mi fe reo l’amor d’un figlio“ – … (F-Dur); für Streicher und Basso continuo (2. Fassung); vgl. Il Tigrane RV 740 II:4
- Szene I:3. Arie (Sopran = Rosane?): „Con più diletto il mio cupido“ – Allegro (G-Dur); für Streicher und Basso continuo
- Szene I:4. Arie (Rustena): „Il ciglio arciero“ – Larghetto (g-Moll); für Streicher und Basso continuo; vgl. II:5
  - Arie (Sopran = Rustena?): „La pena amara“ – … (F-Dur); für Streicher und Basso continuo
- Szene I:8. Arie (Alt = Damira?): „Se vincer non si può“ – … (g-Moll); für Streicher und Basso continuo
- Szene I:10. Arie (Sopran = Zelim?): „Non posso prestar fede“ – Allegro (F-Dur); für Violinen I/II, Viola und Basso continuo
- Szene I:10?[2]:302 Arie (Zelim?) „Sei tiranna ma son fedele“ – … (D-Dur); vgl. La Silvia RV 734 III:2
- Szene I:11. Arie (Melindo): „Mi vuoi tradir lo sò“ – Allegro (d-Moll); für Violinen I/II und Basso continuo (1. Fassung)
  - Arie (Melindo): „Mi vuoi tradir lo sò“ – … (a-Moll); für Streicher und Basso continuo (2. Fassung)
- Szene II:1. Arie (Mamud): „Vinta à piè d’un dolce affetto“ – … (G-Dur); für Violinen I/II, Viola und Basso continuo (2. Fassung)
- Szene II:5. Arie (Rustena): „Non veglia così cauto il pastorello“ – … (F-Dur); für Streicher und Basso continuo; vgl. Scanderbeg RV 732 II:8
- Szene III:3. Arie (Mamud): „Quando serve alla ragione“ – … (C-Dur); für Streicher und Basso continuo (2. Fassung); vgl. Farnace RV 711dg I:1; Giustino RV 717 II:11
- Szene III:5. Arie (Sopran = Rustena?): „Io son fra l’onde“ – … (F-Dur); für flautino, Streicher(?) und Basso continuo; vgl. La Candace RV 704 III:11
- Szene III:6[4] oder III:8.[2]:304 Arie (Zelim): „Lo splendor ch’ha sul volto il mio bene“ – Allegro (B-Dur); für Streicher und Basso continuo; vgl. III:1; Giustino RV 717 III:11

Anhang
- Szene I:11. Arie (Melindo): „I lacci tende“ – Allegro (F-Dur); für zwei Hörner, Fagott, Streicher und Basso continuo
- Szene II:5. Arie (Rustena): „Quel bel ciglio quel bel volto“ – Allegro (D-Dur); für Violinen I/II, Viola und Basso continuo
- Szene III:4. Rezitativ: „A molto m’obbligò“

## Werkgeschichte
Das Libretto zu Vivaldis Oper La verità in cimento stammt von Giovanni Palazzi und Domenico Lalli. Wahrscheinlich lieferte Lalli die Grundzüge der Handlung, die Palazzi anschließend in Verse fasste.:295 Bei der Uraufführung wurde vermutlich bereits eine im Vergleich zur Urfassung geänderte Fassung gespielt, in der einige Rezitativabschnitte und Arien gestrichen wurden. Noch während der Spielzeit gab es weitere Änderungen. Das Libretto wurde erst nachträglich veröffentlicht. Es entspricht der überarbeiteten Fassung der Oper. In der Partitur finden sich außerdem mehrere Einschubarien, deren Text in den drei erhaltenen Librettofassungen fehlt. Vermutlich gehören sie zu einer weiteren Fassung der Oper, von der keine Aufführungsdaten bekannt sind. Der erste Nachdruck enthält zusätzlich die Texte einiger Ersatzarien und Abkürzungen. Der zweite Nachdruck unterscheidet sich von diesem nur in der Titelseite und im Widmungstext.:292
Die Uraufführung im Teatro Sant’Angelo in Venedig war ursprünglich für den 12. Oktober 1720 angekündigt, fand aber vermutlich erst am 26. Oktober statt. Ankündigungen zu beiden Daten finden sich in den Staatsarchiven von Venedig. Frédéric Delaméa schloss nicht aus, dass sich das zweite Datum lediglich auf die Erstaufführung der überarbeiteten Fassung bezog. Es ist Vivaldis erste in Venedig aufgeführte Oper nach seiner Rückkehr aus Mantua.:289 Die Oper ist dem Grafen Sawwa Ragusinskij-Wladislawitsch („Sava Wladislavich“) gewidmet. Sie wurde mit dem von Rosa Ongarelli und Antonio Ristorini ausgeführten komischen Intermezzo Fiammetta e Pancrazio oder Il vecchio avaro (auch L’avaro, Text: Antonio Salvi) kombiniert, dessen Musik höchstwahrscheinlich nicht von Vivaldi stammte.:290 Es sangen Antonio Barbieri (Mamud), Chiara Orlandi (Rustena), Antonia Margherita Merighi (Damira), Anna Maria Strada (Rosane), Girolamo Albertini (Zelim) und Antonia Laurenti (Melindo). Die Bühnenbilder stammten von den römischen Malern Giuseppe und Domenico Valeriani, Schülern von Marco Ricci, die bis 1731 erfolgreich in Venedig wirkten. Die Oper wurde mit „allgemeiner Zufriedenheit“ aufgenommen.
Diese Oper bildete den Auslöser einer Kontroverse zwischen Konservativen und Befürwortern einer Modernisierung der Opernbetriebs, die Vivaldi letztlich dazu zwang, Venedig für weitere fünf Jahre zu verlassen. Noch während der Produktion von La verità in cimento, im Dezember 1720, erschien Benedetto Marcellos bekannte Satire Il teatro alla moda, in dem Vivaldi und seine neue Oper zum Hauptziel der Angriffe wurden. Die Satire erhöhte allerdings auch den Bekanntheitsgrad dieser Oper, die zu den bestdokumentierten Opern in europäischen Bibliotheken zählt. Die Hauptquelle ist eine Partitur in der Nationalbibliothek von Turin. Die Sinfonia erhielt sich auch in München und Berlin. Außerdem sind Ariensammlungen und viele Einzelarien überliefert.
In neuerer Zeit wurde das Werk 2002 vom Ensemble Matheus unter Jean-Christophe Spinosi in der Salle Gaveau in Paris aufgeführt.:22167 Spinosi spielte es anschließend auch mit anderen Solisten auf CD ein.:22166 Für seine Aufführungspartitur untersuchte er die überlieferten Materialien gründlich und identifizierte die insgesamt vier Phasen des Kompositionsprozesses. Er rekonstruierte Vivaldis Erstfassung und ersetzte darin lediglich die Arie des Melindo („I lacci tende“) durch das viel stärkere „Mi vuoi tradir lo sò“.
Die Garsington Opera stellte die Oper 2011 im Wormsley Park in einer Inszenierung von David Freeman vor.
2015 gab es eine szenische Produktion des Regisseurs Jan Philipp Gloger im Opernhaus Zürich, in der Ottavio Dantone das Orchestra La Scintilla Zurich leitete. Sie wurde 2018 erneut auf den Spielplan gesetzt.
2016 wurde eine Inszenierung von Michael Höppner mit einem Studierenden-Ensemble in der Philippuskirche Leipzig aufgeführt.
2018 zeigte das Theater Heidelberg eine Inszenierung von Yona Kim im Rokokotheater Schwetzingen.

## Aufnahmen
- 18. März 2002 – Jean-Christophe Spinosi (Dirigent), Ensemble Matheus.
 Hervé Lamy (Mamud), Marie Kobayashi (Rustena), Sylvia Marini (Damira), Noriko Urata (Rosane), Philippe Jaroussky (Zelim), Robert Espert (Melindo).
 Live aus der Salle Gaveau in Paris.[9]:22167
- 15.–25. September 2002 – Jean-Christophe Spinosi (Dirigent), Ensemble Matheus.
 Anthony Rolfe Johnson (Mamud), Guillemette Laurens (Rustena), Nathalie Stutzmann (Damira), Gemma Bertagnolli (Rosane), Philippe Jaroussky (Zelim), Sara Mingardo (Melindo).
 Studioaufnahme.
 Naive/Opus 111 30365 (3 CDs).[9]:22166